# Edie Brittová
Edie Brittová je fiktivní postava vytvořená televizním producentem a scenáristou Marcem Cherrym pro televizní seriál ABC Zoufalé manželky. Postavu Edie ztvárnila Nicollette Sheridan, a to od pilotního dílu až do smrti této postavy v páté řadě.
V rámci seriálu žila Edie na 4362 Wisteria Lane ve Fairview. Edie byla realitní agentka. Byla třikrát vdaná, poprvé za Charlese McLaina (s nímž měla syna Traverse), podruhé za Umberta Rothwella a potřetí za Davea Williamse. Během svého působení v seriálu měla také četné vztahy s bývalými manžely nebo bývalými milenci jiných postav.
Ztvárnění této postavy vyneslo Sheridan nominaci na Zlatý glóbus za nejlepší herečku ve vedlejší roli.

## Výroba a obsazení
Postava Edie Brittové se v seriálu objevovala pravidelně prvních pět řad, přestože se původně měla objevovat jen občasně. Herečka Nicollette Sheridan, která se původně účastnila konkurzu na roli Bree Van de Kampové, jedné z výraznějších rolí v seriálu, byla do role Edie obsazena v únoru 2004, přičemž 11. srpna bylo oznámeno její působení v seriálu. Navzdory její popularitě mezi fanoušky a kritiky se v prvních dvou řadách objevovala Sheridanova poněkud málo. Tvůrce seriálu Marc Cherry trval na tom, že Edie bude pouze zpestřením, které bude komplikovat životy ostatních žen. Ačkoli Sheridan považovala Edie za pátou hlavní postavu vedle Susan Mayerové, Bree Van De Kampové, Lynette Scavové a Gabrielle Solisové, úvodní titulky zobrazovaly pouze tyto čtyři ženy. Cherry navíc sdělil, že bylo jeho cílem, aby v seriálu byly pouze čtyři ústřední postavy.
Nicméně, v několika dílech třetí řady chyběla Marcia Crossová, neboť byla na mateřské dovolené, a tak dostala postava Edie více prostoru. Během této doby se informace o životě Edie více rozkryjí. I když se poté Crossová vrátila, postava Edie si po následující dvě řady udržela výraznější pozici.

### Odchod
V únoru 2009 Sheridan seriál opustila. Postava Edie měla v páté řadě autonehodu a po zásahu elektrickým proudem zemřela. Cherry tuto informaci potvrdil na začátku páté řady v září 2008. K jejímu odchodu údajně vedly problémy a hádky s Cherrym. Sheridan řekla, že nechat Edie zabít bylo riskantní rozhodnutí, a že během natáčení se cítila Cherrym ignorována. Cherry tvrdil, že důvodem Ediiny smrti bylo snížení nákladů na seriál. Seriál údajně ušetřil odhadem 100 000 až 200 000 amerických dolarů za epizodu, bez nákladů na plat herečky. V dubnu 2010 podala Sheridan na Cherryho žalobu. Následujícího června žalobu pozměnila, ale znovu potvrdila svůj postoj, že její smlouva byla ukončena neoprávněně.
Dne 7. srpna 2011, po oznámení, že Zoufalé manželky skončí osmou řadou, Marc Cherry naznačil, že by mohl Sheridan požádat, aby se vrátila do závěrečného dílu, čímž chtěl vzdát poctu všem, kteří v seriálu účinkovali. Následující den během rozhovoru pro NBC Today však herečka svůj comeback do seriálu popřela.

## Dějové linky

### Minulost
Edie Brittová se narodila v roce 1967. Její otec opustil matku kvůli jiné ženě s dcerou, když bylo Edie 16 let (rok 1983). Edie měla sestru a bratra, oba zemřeli na předávkování drogami. Ediina matka Ilene (K. Callan) ráda kradla a pila, až skončila ve vězení. Soud přidělil sourozencům Brittovým kurátorku paní Muntzovou, aby se o ně postarala. Paní Muntzová byla mnohem horší než jejich matka a Edie byla velmi šťastná, když byla Ilene propuštěna z vězení. Jako puberťačka Edie trávila čas s podivíny, se kterými holdovala kouření. Ilene zemřela, když byla Edie dospělá, sama a v náklaďáku.
Edie přišla o panenství v mladém věku, údajně kvůli nedostatku mužského vzoru v jejím životě. Provdala se za doktora Charlese McLaina (Greg Evigan) a v roce 1998 se jim narodil syn Travers (Jake Cherry). Edie řekla, že jedinou věc, kterou naučila za manželství s Charlesem, bylo blafování, protože byl špatný v posteli. Později se rozvedli a ona dala Traverse do péče jeho otci, protože věřila, že by byla špatnou matkou. Dohodli se však, že ho čas od času navštíví. V roce 2002 se provdala za instruktora tělocviku Umberta Rothwella (Matt Cedeño). V roce 2003 se přestěhovali na 4360 Wisteria Lane a o rok později se rozvedli, protože zjistila, že je gay.

### 1. řada
Edie je v první řadě seriálu představena jako několikrát rozvedená, na začátku pořadu má za sebou dvě manželství. Martha Huberová (Christine Estabrook) jednou řekla Susan, že bude hlídat syna Edie, i když se objevil až ve 3. řadě. Edie a Susan Mayerové se líbí nový soused Mike Delfino (James Denton), což mezi nimi vytváří napětí, které vyvrcholí tím, že Susan omylem zapálí Ediin dům. Poté, co je Martha zavražděna, má Edie zlost a ukáže se, že je jediným obyvatelem Wisteria Lane, který ji chce řádně pohřbít. Susan se přizná Edie, že zapálila její dům a Edie využije Susaninu vinu, aby mohla spolu s ní a Susaninými přítelkyněmi chodit hrát poker. Edie pokračuje ve svádění Mikea, ale jeho více zajímá Susan. Edie je naštvaná, když spolu Susan a Mike začnou bydlet. Edie se snaží přimět ženy, aby přesvědčily Susan, že je pro ni Mike špatný, ale Susan si je jistá, že je to ten pravý. Susan později zjistí, že ji její bývalý manžel Karl Mayer (Richard Burgi) s Edie podváděl, ještě když byli manželé. Edie a Karl jejího zjištění využijí a začnou spolu chodit, což ještě zvýší napětí mezi ní a Susan.

### 2. řada
Edie dokončuje stavbu svého nového domu na pozemku 4362 Wisteria Lane a začne chodit s Karlem, Susaniným bývalým manželem. Edie a Susan mají mnoho konfrontací, když se Susan snaží vypořádat s jistou žárlivostí. Edie později objeví v Karlově kufříku snubní prsten a myslí si, že ji chce Karl požádat o ruku. Ve skutečnosti ale Karl má prsten proto, že se plánuje dočasně znovu oženit se Susan, aby získala přístup k jeho zdravotnímu pojištění, aby mohla zaplatit operaci sleziny. Susan řekne Karlovi, že si Edie myslí, že ji požádá o ruku, a on to nakonec skutečně udělá. Susanin přítel Ron McCready řekne o jejich fingovaném manželství Edie. Ta je naštvaná za to, že jí lhali a potrestá je rozhodnutím, že jí Karl musí uspořádá okázalou svatbu a Susan ji bude zařizovat. Jednoho rána se však Edie probudí a zjistí, že od ní Karl odchází, a také zjistí, že spal s jinou ženou v době jejich zasnoubení, a sdělí to ostatním ženám. Edie je z toho extrémně rozrušená a Susan, která se cítí provinile, že to ona je tou jinou ženou, se snaží, aby se Edie cítila lépe. Edie se začne se Susan sbližovat, takže se Susan cítí ještě více provinile. Nakonec Susan napíše Edie dopis, ve kterém se ke všemu přiznává. Edie, která se cítí zrazena, se jí pomstí tím, že jí podpálí dům. Poté, co Susan zjistí, že je za požár zodpovědná Edie, snaží se z ní dostat přiznání za pomoci diktafonu, což vede k hádce. Edie se snaží Susan chytit, přičemž shodí vosí hnízdo a je těžce pobodána žihadly. Susan navštíví Edie v nemocnici a řekne jí, že ji za požár v jejím domě policii neudá, čímž ji ušetří vězení. Edie však její lítost odmítá přijmout a přísahá, že se jí pomstí.

### 3. řada
Ve třetí řadě seriálu Edie odmítá Susaniny pokusy o obnovu jejich přátelství. Náhodou se ocitne u toho, když se Mike probudí z kómatu a zjistí, že trpí ztrátou paměti a zapomněl na události z posledních dvou let. Edie se rozhodne toho využít a přiměje ho myslet si, že ho Susan nikdy nemilovala a že spolu nebyli šťastní. Edie mu přizná, že do něj byla vždy zamilovaná a že ji ranilo, že ji ignoroval. Susan přijde do nemocnice dát Mikeovi květiny, ale přistihne ho při sexu s Edie. Edie a Mike spolu začnou chodit, ale Edie vztah ukončí poté, co je Mike zatčen za vraždu Monique Pollierové. K Edie se nastěhuje její synovec Austin McCann (Josh Henderson). Začne chodit se Susaninou dcerou Julií Mayerovou poté, co je oba i s Edie drží jako rukojmí Carolyn Bigsbyová (Laurie Metcalf) v supermarketu. Susan s tím nesouhlasí, ale Edie tvrdí, že s tím nemůže nic udělat, protože se milují. Julie přiměje Edie, aby se na gynekologii vydávala za její matku, aby získala antikoncepční pilulky. Edie a Susan později přistihnou Austina při sexu s Breeinou dcerou, Danielle Van de Kampovou. Později je Orsonem Hodgem donucen opustit Wisteria Lane, když Danielle zjistí, že js ním čeká dítě.
V této řadě je také poprvé představen Ediin syn Travers, kterého jí otec přivezl, aby se o něm na měsíc postarala. Carlos Solis, který Traverse často hlídá místo Edie, si k němu utvoří otcovský vztah. Když se Edie do Carlose zamiluje, využije jeho vztahu s Traversem ve svůj prospěch a pokusí se ho svést, ale on jí řekne, že o ni nemá zájem. Nakonec se spolu ale vyspí a později spolu začnou chodit. Carlos chce aférku udržet v tajnosti, takže si Edie začne myslet, že stále miluje Gabrielle. Edie vypráví dívkám o ní a Carlosovi na Gabriellině zásnubním večírku. Gabrielle zuří a požaduje, aby se Edie s Carlosem přestali vídat, ale Edie ji odmítne. Gabrielle se snaží přimět své přítelkyně, aby se s Edie nebavily, ale Edie jí to komplikuje. Gabrielle se nakonec s jejich vztahem smíří. Edie zvažuje, že bude požadovat, ab získala Traverse do plné péče, aby si udržela Carlose. Carlos ji ale přesvědčí, aby to kvůli jejich vztahu nedělala. Když Travers odjede zpět ke svému otci, Edie požádá Carlose, aby se k ní nastěhoval. Když odmítne, Edie navštíví jeho bytnou, paní Simmsovou, v pečovatelském domě a namluví jí, že Carlos je narkoman a alkoholik, který využívá její domov ke styku s prostitutkami. Paní Simmsová mu poté ukončí nájemní smlouvu a Carlose vystěhuje. Edie nabídne Carlosovi ubytování, ale on pochopí, o co se snaží, a že za jeho vystěhováním stojí ona. Carlos Edie řekne, že ji nemiluje a ona mu zalže, že je možná těhotná. Poté, co zjistí, že tomu tak není, navrhne, aby s ní zůstal a pokusili se o dítě. Nadále ale pokračuje v braní antikoncepčních pilulek, protože dítě ve skutečnosti nechce a čeká, až ji Carlos začne milovat. Zatímco Carlos hledá peníze v Ediině kabelce, aby mohl zaplatit chlapci s novinami, objeví antikoncepční pilulky. Na Gabriellině svatbě Carlos Edie s tímto zjištěním konfrontuje. Ona se mu snaží omluvit, ale neúspěšně. V závěrečné scéně této řady napíše Edie Carlosovi dopis a pokusí se oběsit na šátku.

### 4. řada
V prvním dílu čtvrté řady se ukáže, že Ediin pokus o sebevraždu byl pouze nástrahou na Carlose. Carlos se za tento čin cítí zodpovědný a souhlasí s obnovením jejich vztahu, což vede Edie k odhalení jeho tajného zahraničního bankovního účtu, na kterém je 10 milionů dolarů. Této informace využije, aby ho vydírala a požádá ho, aby si ji vzal, aniž by si byla vědoma, že Carlos má poměr s Gabrielle. Edie oznamuje lidem jejich zásnubní večírek, ale odhalí Carlosovu zradu, když ona, Carlos a Gabriellin nový manžel Victor Lang (John Slattery) trpí muňkami. Edie si najme soukromého detektiva, aby špehoval Carlose, a získá fotky jeho a Gabrielle, jak se vášnivě líbají. Zjistí také, že Carlos vybral a uzavřel svůj zahraniční účet, takže předá fotografie Victorovi, protože ví, že se tak Carlosovi pomstí. Když Victor následně zmizí poté, co ho Gabrielle a Carlos shodí z jeho jachty, Edie, která stále cítí chuť se pomstít, řekne policii, že za Victorovo zmizení může být zodpovědná Gabrielle. Wisteria Lane se chystá zasáhnout tornádo a Carlos s Edie plánují zmizet. Gabrielle získá složku, která jí umožní přístup ke Carlosovu zahraničnímu bankovnímu účtu. Edie a Gabrielle se o složku poperou, ale v tornádu ji ztratí. Jsou nuceni se společně ukrýt v Ediině sklepě, kde odloží i své neshody. Carlos je v tornádu oslepen.
Edie zjistí, že jí Carlos za jejich vztahu dal falešný šperk, a pomstí se mu tím, že s ním zůstane. Edie se dozví, že Carlosova slepota je trvalá a řekne Gabrielle, že způsob, jakým se ke Carlosovi chová, je zlý a že existují i jiné ženy, které by se ke Carlosovi chovaly lépe. Když mají Bree a Orson Hodge (Kyle MacLachlan) potíže ve vztahu, nechá Edie Orsona bydlet u ní. Edie a Orson se v opilosti políbí, ale uvidí je Bree, která v tu dobu hledá kocoura Tobyho. Bree s tím Edie konfrontuje, a když Edie řekne, že to nic neznamenalo, Bree jí dá facku a propukne mezi nimi válka. Bree sabotuje Ediino podnikání tak, že potenciálním kupcům nemovitostí jejich rozhodnutí vymlouvá. Edie navštíví Orsona, který nyní žije v hotelu, aby si na Bree stěžovala. Když vstoupí do pokoje, objeví kus papíru, který odhaluje, že Breeino dítě je ve skutečnosti Austinovo a Danielle. Edie vyhrožuje, že o tom všem řekne, pokud Bree neudělá přesně to, co chce. Bree proto řekne svým přítelkyním o svém fingovaném těhotenství a o Ediiných výhrůžkách. Ty poté Edie konfrontují a říkají jí, že od nynějška už se s ní přátelit nebudou a budou ji ignorovat, kdykoli se s nimi pokusí promluvit. Edie proto zavolá Traversovi a řekne mu, že odteď s ním bude trávit mnohem více času.

#### Po pěti letech
Když se Edie odstěhuje, začne navštěvovat Orsona ve vězení, který je zde za to, že srazil autem jejího bývalého přítele Mikea Delfina. Poté, co se Bree doslechla, že Edie byla na návštěvě u jejího manžela, jde do Ediina nového domu, aby ji konfrontovala. Edie ale Bree zahanbí, aby ji přiměla být lepším člověkem. Bree o tom nikomu neřekne až do doby, kdy ona, Susan, Lynette, Gabrielle a Karen McCluskeyová vezou Ediin popel Traversovi. Bree je tedy jediná, která se s Edie setkala ještě před jejím návratem na Wisteria Lane.
Během pětiletého skoku v ději seriálu začíná Edie chodit s Davem Williamsem. Vezmou se a Dave ji přesvědčí, aby se přestěhovali zpět na Wisteria Lane, neboť má postranní úmysly.

### 5. řada
Pátá řada se odehrává pět let od konce řady čtvrté. Edie se vrací na Wisteria Lane jako nová, proměněná žena. Když si ženy všimnou Ediiny změny, předstírají, že s ní obnovují přátelství. Dave vytrvale přesvědčuje Edie, aby se svými sousedy lépe vycházela. Unese kočku Karen McCluskeyové, protože byla k Edie hrubá, a vrátí ho, až když se Karen omluví. Když se Karen pokouší odhalit Daveovy úmysly, Edie si uvědomí, že ví o jeho minulosti velmi málo. DO Fairview přijíždí Daveův doktor a konfrontuje Davea v klubu White Horse Club. Dave ho uškrtí a poté budovu zapálí. Ukáže se, že se Dave s Edie oženil pouze proto, aby měl důvod se přestěhovat do Wisteria Lane a pomstít se Mikeovi, protože on a Susan byli účastníky autonehody, při níž zemřela Daveova žena s dcerou. Edie si začne všímat, že je s Davem něco špatně a je podrážděná, že o ni nejeví zájem. Jednou v noci se probudí a uvidí Davea, jak mluví sám se sebou. Edie chce vědět, proč se chová tak divně, a Dave jí řekne, že předtím, než potkal Edie, byl ženatý, ale jeho žena zemřela. Edie je naštvaná, že jí o tom nikdy předtím neřekl a vyhodí ho z domu. Když jsou Edie a Susan zavřené ve sklepě, od srdce si spolu popovídají a Susan jí řekne, aby s muži nezacházela jako s kapesníčky a věřila ve šťastné konce. Poté, co jsou osvobozeni, jde Edie za Davem a říká mu, aby se vrátil domů. Když se Edie dozví, že Eli Scruggs, kutil ze sousedství, zemřel, vzpomene si, jak jí pomohl, když měla manželské problémy se svým bývalým manželem Umbertem. Ve vzpomínce, kde se Edie cítí nejistá ohledně svého vzhledu poté, co se ukáže, že je Umberto gay, Eli Edie uklidňuje. Ta se díky němu cítí se lépe a nakonec se s ním vyspí.
V obchodě s alkoholem Edie pozoruje setkání Davea s otcem Drancem. Poté, co jí otec Drance oslovuje jako paní Dashovou, začne po manželově minulosti pátrat. Jde do archivu místních novin pro informace o Daveově rodině, kde se dozví, že měl Dave manželku i dceru, ale obě zahynuly při autonehodě. Když se Davea později zeptá, co si myslí o dětech, řekne jí, že jeho kamarád měl dceru, kterou miloval a která zemřela při havárii, a žije svůj život s přemýšlením, jak by vypadala a jak stará by jí byla. Také jí řekne, že by nikdy dítě nechtěl, protože by to za to nestálo. Edie je stále odhodlaná vědět o Daveově minulosti mnohem víc. Poté, co obdrží novinový článek o osudné autonehodě a konečně se dozví pravdu o záměrech svého manžela, konfrontuje Davea, když se vrátí domů z kempu. Když se pokouší zavolat Mikeovi, aby ho varovala, pokusí se ji Dave uškrtit. Uplakaná a dezorientovaná Edie mu uteče a odjíždí autem. Málem srazí Orsona, když se motá na silnici, ale rychle uhne, aby ho minula a narazí do elektrického sloupu. Elektrické vedení praskne a pod jejím autem je voda, takže když vystoupí, dostane elektrický šok. Spadne na zem a o několik minut později umírá.
Ženy navštíví Traverse (Stephen Lunsford), aby mu oznámily její smrt a předaly její popel. Na cestě sdílejí všechny ženy a Karen McCluskeyová vzpomínky na Edie. V jedné z nich se ukáže, že si Susan a Edie zpočátku rozuměli, dokud Susan nezjistila, že Edie má sex s manželem své sousedky. V další vzpomínce vezme Edie Lynette ven, aby jí pomohla získat odvahu porazit rakovinu. V následující vzpomínce Edie říká Bree, že byla na návštěvě u Orsona, protože ho Bree od doby, kdy šel do vězení, zatím nenavštívila. V další vzpomínce Edie Gabrielle prozradí, že vždy věděla, že nebude žít dlouhý život a měla by si ho užít, dokud ještě může. Ačkoli měla Edie pravdu, Gabrielle ji přesvědčila, že za 50 let budou stále chodit do baru a stále budou nejžhavějšími dámami v ulici. A v poslední vzpomínce Edie navštíví Karen McCluskeyovou v den výročí smrti jejího syna. Edie vysvětluje, že svého syna nechala v péči svému exmanželovi, protože chtěla, aby měl dobrý život, a věděla, že by byla špatnou matkou. Karen říká, že doufá, že nedělá chybu, a Edie jí odpoví, že ona taky. Jakmile ženy dorazí k Traversovi, Travers jim řekne, že to ony byli jejími nejbližšími přítelkyněmi a že by měli rozptýlit popel, kam uznají za vhodné. Nakonec je její popel rozptýlen kolem Wisteria Lane. Edie byla ohledně své smrti v klidu a ničeho nelitovala, protože žila svůj život naplno.
Edie se ještě krátce objeví v dílu Všichni říkají, nedělej to jako Daveova halucinace, která odhaluje jeho myšlenky. Edie říká, že jeho plány zabít MJ na rybářské výpravě, a předstírat, že to byla nehoda, je nudný plán a že by mohl zabít MJ právě tady a teď. Říká, že Susan by trpěla víc, kdyby věděla, proč MJ zemřel. Poté posměšným tónem řekne, že každý konečně bude vědět, čím si prochází.